# Assassinato em Sasebo em 2004
O assassinato em Sasebo também conhecido como o assassinato por Nevada-tan, foi o assassínio de uma estudante japonesa de 12 anos, Satomi Mitarai, por uma sua colega de classe de 11 anos, Natsumi Tsuji. O assassinato ocorreu em 1 de junho de 2004, numa escola primária na cidade de Sasebo, na província de Nagasaki, no Japão. A assassina cortou a garganta e os braços de Mitarai com um estilete.  